# 八德乡
八德乡，是中华人民共和国贵州省安顺市关岭布依族苗族自治县一个已撤销的乡级行政区，位于县城东南面，东北与镇宁布依族苗族自治县马厂乡接壤，南面与镇宁县打帮乡相连，西面与本县断桥镇相邻，乡政府驻地距县城12公里，距著名的黄果树瀑布25公里。全乡总面积79.5平方公里，辖14个行政村，总人口1.37万人。全乡耕地面积10610亩，其中水田5559亩，旱地5051亩。
2015年9月29日，贵州省人民政府批复同意关岭自治县部分乡镇行政区划调整，撤销八德乡，将其所辖行政区域划归断桥镇。